# 博尔贝伊·亚历山德拉
博尔贝伊·亚历山德拉（匈牙利語：Borbély Alexandra，1986年9月4日—），匈牙利裔斯洛伐克女演员。曾获得欧洲电影奖最佳女演员。